# Mateusz Morawiecki
Mateusz Jakub Morawiecki (AFI: ['matɛwʂ 'jakup mɔra'vʲɛt͡skʲi]) (Breslau, Polònia, 20 de juny de 1968) és un banquer, polític, advocat i historiador polonès, que ha sigut primer ministre de Polònia pel partit ultradretà Llei i Justícia entre 2017 i 2023. Ha ocupat els càrrecs de viceprimer ministre, ministre de Desenvolupament i ministre de Finances al govern de Beata Szydło. Entre 2007 i 2015 va presidir el Bank Zachodni WBK.

## Biografia

### Primers anys
Mateusz Morawiecki va néixer el 20 de juny de 1968 a Breslau, al Voivodat de Baixa Silèsia, Polònia.
El seu pare, Kornel Morawiecki, va ser un activista opositor de la Polònia socialista. Amb 12 anys, Mateusz ja era actiu en la duplicació il·legal de pamflets polítics. L'agost de 1980, va omplir els carrers de Wroclaw amb exemplars del Butlletí de Baixa Silèsia, que contenia una llista de les reivindicacions de Gdańsk així com una crida a la vaga general en suport a les protestes que tenien lloc al nord del país (agost de 1980). Quan es va anunciar la llei marcial, Morawiecki va imprimir i distribuir revistes clandestines de Solidaritat. Tot i les repetides detencions i pallisses que va patir a mans de la policia secreta (SB), va seguir participant en manifestacions polítiques fins a finals dels vuitanta. El 1988 i 1989, va participar en una vaga a la Universitat de Wroclaw.
Morawiecki es va graduar de la Universitat de Wroclaw (història, 1992), la Universitat Politècnica de Wroclaw (1993), la Universitat d'Economia de Wroclaw (administració d'empreses, 1995), la Universitat d'Hamburg (dret europeu i integració econòmica, 1995-1997) i la Universitat de Basilea (estudis europeus, 1995-1997). Durant els seus estudis a la Politècnica de Wroclaw, va estudiar a l'estranger a la Universitat Central de Connecticut dels Estats Units i va completar el programa executiu avançat de la  Kellogg School of Management  de la Universitat del Nord-oest, també als Estats Units.

### Trajectòria professional
El 1991, Morawiecki va començar a treballar a l'empresa Cogito i va cofundar dues editorials:Reverentia i Enter Màrqueting-Publishing. El mateix any, va cofundar la revista "Dwa Dni" (Dos Dies), de la qual posteriorment seria president i editor en cap. El 1995 va completar unes pràctiques d'empresa a Deutsche Bundesbank en anàlisi creditici, reestructuració financera, supervisió bancària i supervisió de mercats financers. Entre 1996 i 1997, va dirigir projectes de recerca en el camp de la banca i la macroeconomia a la Universitat de Frankfurt. El 1998, en qualitat de vicedirector del Departament de Negociacions d'Adhesió del Comitè per a la Integració Europea, va supervisar i va participar en les negociacions de l'adhesió polonesa a la Unió Europea en nombroses àrees, entre elles la financera.
Entre 1996 i 2004, va ser conferenciant a la Universitat Econòmica de Wroclaw, i entre 1996 i 1998 també ho va ser en la Politècnica. Va formar part de consells polítics de nombroses institucions d'educació superior. Entre 1998 i 2001, va formar part de la junta de l'Empresa Energètica de Wałbrzych, Dialog (un proveïdor de serveis telefònics) i l' Agència de Desenvolupament Industrial. Entre 1998 i 2002, va formar part de l' Assemblea Regional de Baixa Silèsia.
El 1998, va començar a treballar per al Bank Zachodnia, on va començar la seva carrera com a assessor del president de la junta. El 2001, després de la fusió dels bancs Zachodnia i el Wielkopolski Bank Kredytowy al Bank Zachodnia WBK, va esdevenir membre del consell d'administració i el maig de 2007 president de la junta.
Morawiecki és cònsol honorari de Irlanda a Polònia des de 2008. El 2013, va ser guardonat amb la Creu de la Llibertat i Solidaritat. Ha rebut molts guardons d'organitzacions com ara clubs econòmics, universitats, editorials i institucions culturals.
Des el 16 de novembre de 2015, Morawiecki és vice-primer ministre i ministre de Desenvolupament al govern de Beata Szydlo. El març de 2016, es va unir al partit Dret i Justícia; anteriorment, havia exercit com a independent.

#### ministre de Finances
El 28 de setembre de 2016, Morawiecki va ser nomenat ministre de Finances, de manera que va estar al capdavant del pressupost, les finances del govern, els fons europeus i de la política econòmica general, ocupant així un dels càrrecs més poderosos del govern de Beata Szydlo.
Ja a l'any 2016, Morawiecki va esbossar l'ambiciós Pla per al Desenvolupament Responsable, conegut col·loquialment com el "Pla Morawiecki", amb l'objectiu d'estimular el creixement econòmic i augmentar els ingressos per finançar els plans de despesa del govern.
Els dies 18 i 19 de març de 2017, Morawiecki va participar en una reunió de ministres de Finances del G20 a Baden-Baden, sent el primer representant de Polònia en una cimera del G-20. 

#### Primer ministre
El desembre de 2017, Beata Szydło es va veure obligada a dimitir com a primera ministra després que Jarosław Kaczyński, el president de Dret i Justícia, li retirés la confiança per continuar com a candidat principal a les eleccions del partit al Sejm. La seva dimissió va ser acceptada pel president Andrzej Duda, que al mateix temps va designar el seu adjunt, Mateusz Morawiecki, com a nou primer ministre. i, tres dies més tard, va prendre possessió del càrrec. En el seu primer discurs parlamentari important, va prometre "continuïtat" en lloc de canviar.
El gener de 2018, després d'un incident racista a Varsòvia, Morawiecki va declarar: "No hi ha lloc a Polònia pel racisme. L'atac a una noia a causa del seu color de pell mereix la condemna més forta. Farem tot el possible per assegurar a Polònia per a tothom. "
A principis del 2018, les dues cambres del parlament polonès (el Sejm i el Senat) van adoptar una esmena a la llei sobre l'Institut de la Memòria Nacional que va criminalitzar l'adscripció de polonès de manera col·lectiva de complicitats en la segona guerra mundial o en crims de guerra o crims de guerra. contra la humanitat que havien estat comeses per les potències de l'Eix i que condemnava l'ús de l'expressió "camp de la mort a Polònia". La llei va provocar una crisi en les relacions entre Israel i Polònia.
A la Conferència de Seguretat de Múnic el 17 de febrer d'aquest any, Morawiecki va dir que "no es considerarà criminal per dir que hi havia autors polonesos, ja que hi havia perpetradors jueus, ja que hi havia autors russos, ja que hi havia autors ucraïnesos,... La seva observació va suscitar controvèrsia i va generar crítiques de destacats polítics israelians, incloent el primer ministre israelià Benjamin Netanyahu i el president israelià Reuven Rivlin. La crisi es va resoldre a finals de juny d'aquest any, quan els primers ministres polonesos i israelians van emetre un comunicat conjunt que avalava la investigació sobre l'holocaust jueu i condemnava l'expressió "camps de concentració polonesos".
El març del 2018 va entrar en vigor una nova llei polonesa, que prohibia l'obertura de gairebé tots els comerços els diumenges. Els supermercats i la majoria dels minoristes van tancar els diumenges per primera vegada des que es van introduir les lleis de compres liberals als anys noranta. La llei va ser aprovada amb el suport de Dret i Justícia de Morawiecki.
Com altres líders del grup Visegrád, Morawiecki s'oposa a qualsevol quota obligatòria a llarg termini de la UE sobre la redistribució dels immigrants. Al maig del 2018, Morawiecki va dir: "Les propostes de la Unió Europea que ens volen imposar quotes són un cop als mateixos fonaments de la sobirania nacional".
Al juliol de 2018, Morawiecki va dir que "no descansarà" fins que "tota la veritat" de les massacres de la Segona Guerra Mundial a Volhynia i Galícia oriental (veure Massacre de polonesos a Volínia) s'hagi explicat. Entre els anys 1942 i 1945, membres de l'Insurgent d'Ucraïna (UPA) van matar a 100.000 civils a l'actual Ucraïna occidental.
Pel que fa al tema del Brèxit, Morawiecki va dir a la BBC el gener de 2019 que cada vegada més polonesos tornaven a Polònia des del Regne Unit i esperava que la tendència continués a ajudar a impulsar l'economia polonesa.
Llei i Justícia va ser el partit més votat a les eleccions parlamentàries poloneses de 2023, però els tres principals partits de l'oposició van obtenir la majoria d'escons al Sejm. Mateusz Morawiecki es va convertir en Primer Ministre de Polònia però l'11 de desembre de 2023 va perdre una moció de confiança, i d'acord a l'establert a la Constitució de Polònia, un grup d'almenys 46 diputats podia presentar un altre candidat a primer ministre, que fou Donald Tusk de Plataforma Cívica, qui es va convertir en nou Primer Ministre.

### Vida personal
Mateusz Morawiecki està casat amb Iwona, amb qui té quatre fills: Aleksandra, Jeremiasz, Ignacy i Magda. 
Dues de les seves tietes es van casar amb homes jueus a Polònia i es van convertir al judaisme. Una tieta va ser salvada durant l'Holocaust jueu per un Just entre les nacions.